# Всероссийский научно-исследовательский институт МВД России
Всероссийский научно-исследовательский институт МВД России — головная научная организация Министерства внутренних дел Российской Федерации, осуществляющая проведение научных исследований проблем оперативно-розыскной, уголовно-правовой, уголовно-процессуальной, административно-правовой, криминологической деятельности органов внутренних дел Российской Федерации, координацию научной (научно-исследовательской) деятельности, направленной на обеспечение оперативно-служебной деятельности органов внутренних дел, подготовку научных и научно-педагогических кадров.

## Основная история
19 декабря 1945 года приказом заместителя народного комиссара внутренних дел С. Н. Круглова № 001529 в составе научно-технического отдела ГУМ НКВД СССР был образован Научно-исследовательский институт криминалистики НКВД СССР, с 1946 года — МВД СССР, с 1950 года — МГБ СССР и с 1953 года вновь в МВД СССР, основная работа института была связана с вопросами совершенствования и разработки современных методов и средств обнаружения в области исследования вещественных доказательств, изучением вопросов тактики оперативно-розыскной работы, профилактики преступлений, внедрения новейших научно-технических средств для органов внутренних дел. Первым начальником института был назначен полковник Б. М. Комаринец. 
В 1956 году Постановлением Совета Министров СССР Научно-исследовательский институт криминалистики был перепрофилирован в Научно-исследовательский институт милиции МВД СССР, с 1960 года — МВД РСФСР, с 1963 года — МООП РСФСР. В 1965 году на базе НИИ милиции был создан Всесоюзный
научно-исследовательский институт охраны общественного порядка МООП РСФСР с 1966 года — МООП СССР, который был создан для решения вопросов связанных с научной организацией труда и управления органов внутренних дел, административной службы милиции, предварительным расследованием, тактики и методики оперативно-розыскной деятельности, в структуре ВНИИ была создана адъюнктура.
В 1969 году Всесоюзный научно-исследовательский институт охраны общественного порядка МООП СССР был переименован во Всесоюзный научно-исследовательский институт МВД СССР, основная деятельность института была связана с вопросами в области совершенствование деятельности правоохранительных органов, перевоспитания и исправления осужденных и  исследований в области криминалистики. В структуре института были созданы тринадцать научно-исследовательских отделов и тринадцать лабораторий.
В 1991 году приказом Министра внутренних дел СССР институт был переименован в Межреспубликанский научно-исследовательский институт МВД СССР.  
В  1992 году Постановлением Правительства Российской Федерации МНИИ МВД СССР был реорганизован в  Научно-исследовательский институт МВД России, которому в 1993 г. был придан всероссийский статус. 
С 2011 г. организационно-правовой формой института является федеральное государственное казённое учреждение. Структура института включает Учёный совет, пять научно-исследовательских центров, центр организационного обеспечения научной деятельности, пять подразделений обеспечения, две библиотеки и одно направление. Институт является головной научной организации в системе Министерства внутренних дел Российской Федерации по следующим направлениям научной деятельности: исследования актуальных проблем противодействия преступности и укрепления правопорядка, направленные на совершенствование правовых и методических основ деятельности органов внутренних дел; социологические исследования; исследования проблем оперативно-розыскной, уголовно-правовой, уголовно-процессуальной, административно-правовой, криминологической и иной деятельности органов внутренних дел. Кроме того на институт была возложена функция координации научной (научно-исследовательской) деятельности в органах внутренних дел Российской Федерации и проведения научной правовой экспертизы проектов федеральных законов и подготовки экспертных заключений по этим законам. 

## Структура

### Научно-исследовательские центры
- Научно-исследовательский центр № 1 (исследование проблем криминологического обеспечения деятельности органов внутренних дел, анализа и прогнозирования преступности, социологического обеспечения деятельности органов внутренних дел, изучения общественного мнения о полиции)
- Научно-исследовательский центр № 2 (исследование проблем оперативно-розыскного противодействия общеуголовным преступлениям, экстремизму и терроризму)
- Научно-исследовательский центр № 3 (исследование проблем противодействия преступности в сфере экономики)
- Научно-исследовательский центр № 4 (исследование проблем административно-правовой деятельности органов внутренних дел)
- Научно-исследовательский центр № 5 (исследование проблем расследования преступлений органами предварительного следствия и дознания)

## Руководители
- 1946—1958 — полковник милиции Б. М. Комаринец
- 1958—1962 — полковник милиции В. Н. Рощин
- 1962—1965 — комиссар милиции 2-го ранга И. А. Кожин
- 1965—1975 — генерал-майор милиции Ю. В. Солопанов
- 1975—1979 — генерал-лейтенант внутренней службы С. В. Бородин
- 1979—1984 — генерал-лейтенант милиции И. И. Карпец
- 1984—1987 — генерал-майор милиции Ю. В. Солопанов
- 1987—1993 — генерал-майор милиции В. Д. Резвых
- 1993—1998 — генерал-майор внутренней службы П. Г. Пономарёв
- 1998—2000 — генерал-лейтенант милиции А. И. Гуров
- 2000—2001 — генерал-лейтенант милиции В. Я. Кикоть
- 2001—2002 — генерал-полковник милиции А. М. Смирный
- 2002—2015 — генерал-майор полиции С. И. Гирько
- 2015—2016 — генерал-майор полиции А. А. Макорин
- с 2017 — генерал-лейтенант полиции В. В. Кожокарь